# 10265 Gunnarsson
10265 Gunnarsson este un asteroid din centura principală de asteroizi.

## Descriere
10265 Gunnarsson este un asteroid din centura principală de asteroizi. A fost descoperit pe 2 septembrie 1978 la Observatorul La Silla de Claes-Ingvar Lagerkvist. Asteroidul prezintă o orbită caracterizată de o semiaxă mare de 3,23 ua, o excentricitate de 0,08 și o înclinație de 9,4° în raport cu ecliptica.